# Świnobród (Borów)
Świnobród (deutsch Schweinbraten) ist ein Dorf der Landgemeinde Borów im Powiat Strzeliński der Woiwodschaft Niederschlesien in Polen.

## Geographie

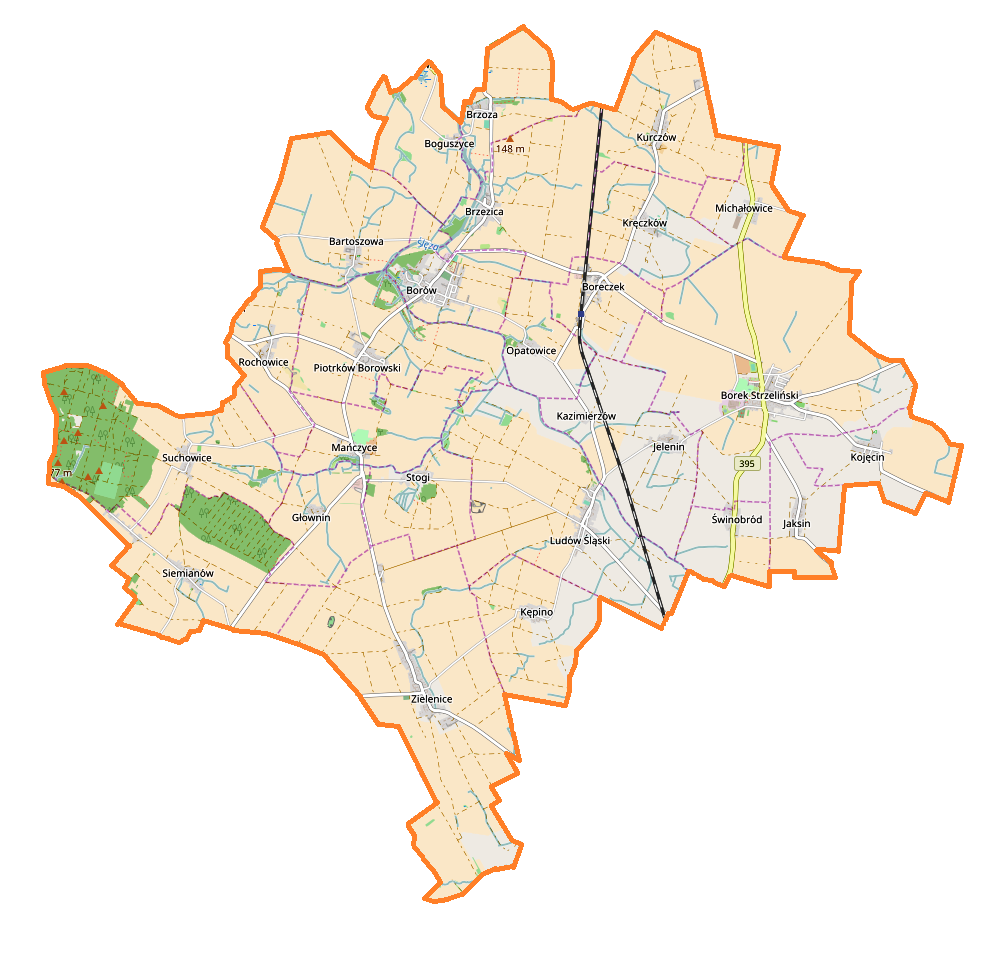
Karte der Gemeinde

Der Ort liegt im Osten der Woiwodschaft. Der Gemeindesitz Borów liegt etwa acht Kilometer nordöstlich, die Kreisstadt Strzelin (Strehlen) acht Kilometer südlich und Breslau vierzig Kilometer nördlich. Nachbarorte sind Borek Strzeliński (Großburg) im Norden, Jaksin (Jexau) im Osten, Pławna (Plohe) im Südosten, Ludów Śląski (Klein Lauden) im Süden, Ludów Śląski (Deutsch Lauden) im Westen und Jelenin (Jelline) im Nordwesten. Pławna und Ludów Śląski gehören zur Gemeinde der Kreisstadt. (deutsche Namen amtlich bis 1945)
Das Gebiet von Dorf und Gemeinde gehört zum schlesischen Tiefland mit für die Region warmem Klima und den längsten Sommern der Woiwodschaft. Die Gemeinde Borów ist landwirtschaftlich geprägt und die Böden sind von hoher Qualität. Die Ackerflächen eignen sich fast alle zum Anbau von Weizen. Die Gemarkung des Orts ist nahezu baumlos. Kleine Wasserläufe entwässern zur Ślęza (Lohe).

## Geschichte
Herzog Heinrich der Bärtige schenkte zwischen 1230 und 1232 den Ort Boreck mit Schweinbraten und weiteren Dörfern an das Kloster Lebus. Die fünf Dörfer bildeten eine brandenburgische Enklave im Herzogtum Schlesien. Kirchspielort war das spätere Großburg. Mit der Reformation wurde die Gemeinde evangelisch. Um 1925 umfasste die evangelische Kirchgemeinde 21 Orte und 4077 „Seelen“. Neben der Kirche im Hauptort wurden Schulzimmer oder Gasthaussäle zu Bibel- und Missionsstunden genutzt.
Nach dem Ersten Schlesischen Krieg 1742 fiel der größte Teil Schlesiens an Preußen. Von 1742 bis 1817 gehörte Schweinbraten zum Kreis Breslau und wurde 1818 in den Kreis Strehlen umgegliedert. Die Landgemeinde Schweinbraten hatte 1885 eine Gemarkung von 290 Hektar (ha) und gehörte seit 1874 zum Amtsbezirk Großburg. Zu ihrem Gebiet kam 1928 ein Rest des Gutsbezirks Großburg hinzu. Im Jahr 1939 erhielt sie 0,48 ha von Klein Lauden und musste sechs Monate später 0,3 ha an dieselbe Gemeinde abgeben. Im Mai 1939 hatte die Landgemeinde Schweinbraten 120 Einwohner.
Die Region wurde am Ende des Zweiten Weltkriegs von der Roten Armee erobert. In der Folge kam der größte Teil Schlesiens an die Volksrepublik Polen. Die deutschen Bewohner wurden vertrieben.
Schweinbraten erhielt den offiziellen Namen Świnobród und kam zur Landgemeinde Borek Strzeliński (Großburg) im Powiat Strzeliński. Diese wurde 1954 in die Gromada Borek Strzeliński überführt. Zum 1. Januar 1973 wurden die benachbarten Gromadas aufgelöst und zur Landgemeinde Borów (Markt Bohrau) zusammengelegt. Die Woiwodschaft Breslau wurde 1975 in ihrem Zuschnitt stark verkleinert und der Powiat aufgelöst. Zum 1. Januar 1999 kamen Ort und Gemeinde zur Woiwodschaft Niederschlesien und zum wieder errichteten Powiat Strzeliński.
Das Schulzenamt (sołectwo) Świnobród hatte bei der Volkszählung von 2011 eine Einwohnerzahl von 83 (82 in 2002), die in 28 Häusern lebten. Es hat einen dreiköpfigen Rat, Sołtys (Schulze) ist gegenwärtig Stanisław Rataj (Stand: 2021). Volksschule und eine Filiale der Gemeindebibliothek befinden sich im Nachbarort Borek Strzeliński.

## Verkehr
Das Dorf Świnobród erstreckt sich entlang der Woiwodschaftsstraße DW395, die von Breslau im Norden über Świnobród, die Kreisstadt Strzelin und Ziębice (Münsterberg in Schlesien) nach Paczków (Patschkau) in der Woiwodschaft Opole führt.
Die nächste Bahnstation ist Boreczek (Wäldchen), der nächste Bahnhof Strzelin, der nächste internationale Flughafen Breslau.